# Pteromyina
Pteromyina és una subtribu d'esquirols voladors de la família dels esciúrids. Està formada per 19 espècies d'esquirol que viuen exclusivament a Vell Món. Totes les espècies, amb l'excepció de l'esquirol volador siberià que habita a Europa prop de la mar Bàltica i al nord del continent asiàtic, viuen al sud i sud-est d'Àsia.

## Taxonomia
- Gènere Aeretes
  - Esquirol volador de la Xina septentrional (Aeretes melanopterus)
- Gènere Aeromys
  - Esquirol volador negre (Aeromys tephromelas)
  - Esquirol volador de Thomas (Aeromys thomasi)
- Gènere Belomys
  - Esquirol volador de peus peluts (Belomys pearsonii)
- Gènere Biswamoyopterus
  - Esquirol volador de Namdapha (Biswamoyopterus biswasi)
  - Esquirol volador de Laos (Biswamoyopterus laoensis)
- Gènere Eupetaurus
  - Esquirol volador llanós (Eupetaurus cinereus)
- Gènere Petaurista
  - Esquirol volador blanc i vermell (Petaurista alborufus)
  - Esquirol volador tacat (Petaurista elegans)
  - Esquirol volador japonès gegant (Petaurista leucogenys)
  - Esquirol volador de Hodgson (Petaurista magnificus)
  - Esquirol volador del Bhutan (Petaurista nobilis)
  - Esquirol volador gegant (Petaurista petaurista)
  - Esquirol volador de l'Índia (Petaurista philippensis)
  - Esquirol volador xinès (Petaurista xanthotis)
- Gènere Pteromys
  - Esquirol volador japonès nan (Pteromys momonga)
  - Esquirol volador siberià (Pteromys volans)
- Gènere Pteromyscus
  - Esquirol volador fumat (Pteromyscus pulverulentus)
- Gènere Trogopterus
  - Esquirol volador de peus grocs (Trogopterus xanthipes)